# Ken Colley
Kenneth „Ken“ Colley (* 7. Dezember 1937 in Manchester; † 30. Juni 2025 in Ashford) war ein britischer Schauspieler.

## Leben und Karriere
Colley war lange Zeit vor allem Charakterdarsteller. Durch die Rolle des Admiral Piett in den Star-Wars-Filmen Das Imperium schlägt zurück und Die Rückkehr der Jedi-Ritter wurde er einem breiteren Publikum bekannt.
Colley spielte den Jesus in der Das Leben des Brian. Auch in der früheren Monty-Python-Produktion Riping Yarns spielte er in einer Episode neben Michael Palin. Als Shakespeare-Schauspieler spielte er 1979 den Herzog von Wien in der BBC-Fernsehproduktion des Shakespeare-Stückes Measure for Measure (Maß für Maß).
Colley erhielt auch in dem Clint-Eastwood-Film Firefox eine wichtige Rolle als sowjetischer Oberst Kontarsky, dessen Aufgabe es ist, den Firefox und seine Geheimnisse zu beschützen. Er spielte 1988 in dem Weltkriegs-Drama Feuersturm und Asche den SS-Standartenführer Paul Blobel, dessen Aufgabe es ist, die Tatsache des Holocausts mit seinen Todesopfern zu verschleiern. Zwei Jahre später verkörperte er 1990 in Stauffenberg – Verschwörung gegen Hitler in der Rolle von Generalfeldmarschall Wilhelm Keitel einen weiteren deutschen Kriegsverbrecher.
Colley spielte in seiner jahrzehntelangen Karriere in Dutzenden Fernsehproduktionen mit. In den frühen 1980er Jahren verkörperte er in der Miniserie I Remember Nelson Lord Nelson. Zuletzt war er in der BBC-Serie Holby Blue als trinkender und gewalttätiger Vater, Großvater und Schwiegervater zu sehen. Sein Schaffen für Film und Fernsehen umfasst mehr als 150 Produktionen.
Ken Colley lebte zuletzt in Hythe in der südostenglischen Grafschaft Kent.
Colley starb am 30. Juni 2025 im Alter von 87 Jahren an einer Lungenentzündung.

## Filmografie (Auswahl)
- 1961: A For Andromeda (Fernsehserie, Folge 1x07)
- 1963: Mit Schirm, Charme und Melone (The Avengers, Fernsehserie, Folge 3x12)
- 1964: Gefährliche Bonbons (Seventy Deadly Pills)
- 1964: Coronation Street (Fernsehserie, 2 Folgen)
- 1966: Der Baron (The Baron, Fernsehserie, Folge 1x10)
- 1967: Minirock und Kronjuwelen (The Jokers)
- 1967: Wie ich den Krieg gewann (How I Won the War)
- 1968: Das Blutbiest (The Blood Beast Terror)
- 1969: Oh! What a Lovely War
- 1970: Performance
- 1971: Tschaikowsky – Genie und Wahnsinn (The Music Lovers)
- 1971: Die Teufel (The Devils)
- 1971: Die Rivalen von Sherlock Holmes (The Rivals of Sherlock Holmes, Fernsehserie, 2 Folgen)
- 1972: Desertiert – Der Kampf ums Überleben (The Triple Echo)
- 1973: Hitler – Die letzten zehn Tage (Hitler: The Last Ten Days)
- 1973: Kein Pardon für Schutzengel (The Protectors, Fernsehserie, Folge 2x11)
- 1974: Mahler
- 1974: Sturz der Adler (Fall of Eagles, Miniserie, 2 Folgen)
- 1974: 18 Stunden bis zur Ewigkeit (Juggernaut)
- 1975: Flame (aka Slade in Flame)
- 1975: Die Füchse (The Sweeney, Fernsehserie, Folge 2x06)
- 1975: Lisztomania
- 1977: Jabberwocky
- 1978: Tanz in den Wolken (Pennies from Heaven, Miniserie, 6 Folgen)
- 1979: Das Leben des Brian (Monty Python’s Life of Brian)
- 1980: Das Imperium schlägt zurück (Star Wars: Episode V – The Empire Strikes Back)
- 1982: Erinnerungen an Lord Nelson (I Remember Nelson, Miniserie, 4 Folgen)
- 1982: Firefox
- 1982: Giro City
- 1983: Im Wendekreis des Kreuzes (The Scarlet and the Black, Fernsehfilm)
- 1983: Die Rückkehr der Jedi-Ritter (Star Wars Episode VI: Return of the Jedi)
- 1984: Einmal Waterloo und zurück (Return to Waterloo, Fernsehfilm)
- 1985: Raoul Wallenberg (Wallenberg: A Hero’s Story, Fernsehfilm)
- 1986: Die Rückkehr zur Schatzinsel (Return to Treasure Island, Miniserie)
- 1986: Kreuzfeuer der Agenten (The Whistle Blower)
- 1988: Ein schicksalhafter Sommer (A Summer Story)
- 1988: Feuersturm und Asche (War and Remembrance, Miniserie, 2 Folgen)
- 1989: Der Regenbogen (The Rainbow)
- 1990: Stauffenberg – Verschwörung gegen Hitler (The Plot to Kill Hitler, Fernsehfilm)
- 1990: Agatha Christie’s Poirot (Fernsehserie, Folge 2x05)
- 1990: Vertrag mit meinem Killer (I Hired a Contract Killer)
- 1990: Die letzte Insel (The Last Island)
- 1991: Inspektor Morse, Mordkommission Oxford (Inspector Morse, Fernsehserie, Folge 5x01)
- 1991: Der Aufpasser (Minder, Fernsehserie, Folge 8x08)
- 1991: Der Gefangene der Teufelsinsel (Prisoner of Honor, Fernsehfilm)
- 1991–2011: Casualty (Fernsehserie, 3 Folgen)
- 1992: Das Leben der Bohème (La Vie de Bohème)
- 1992: Das Doppelleben des Arnold Bax (Secret Life of Sir Arnold Bax, Fernsehfilm)
- 1994–1995: Moving Story (Fernsehserie, 13 Folgen)
- 1995–1999: The Bill (Fernsehserie, 3 Folgen)
- 1996: Wycliffe (Fernsehserie, Folge 3x02)
- 1996: Brassed Off – Mit Pauken und Trompeten (Brassed Off)
- 1998: Heartbeat (Fernsehserie, Folge 8x01)
- 2001: Inspector Barnaby (Midsomer Murders, Fernsehserie, Folge 4x03 Der Tote im Kornkreis)
- 2002: Doctors (Fernsehserie, Folge 3x88)
- 2002: Relic Hunter – Die Schatzjägerin (Relic Hunter, Fernsehserie, Folge 3x18)
- 2003: EastEnders (Fernsehserie, 3 Folgen)
- 2006: New Tricks – Die Krimispezialisten (New Tricks, Fernsehserie, Folge 3x02)
- 2007: Greetings
- 2013: Vera – Ein ganz spezieller Fall (Vera, Fernsehserie, Folge 3x03)
- 2013: Misfits (Fernsehserie, Folge 5x04)
- 2016: Peaky Blinders – Gangs of Birmingham (Peaky Blinders, Fernsehserie, 2 Folgen)
- 2017: The Great Escape (Kurzfilm)